# Dicranomyia (Nealexandriaria) unibrunnea
Dicranomyia (Nealexandriaria) unibrunnea is een tweevleugelige uit de familie steltmuggen (Limoniidae). De soort komt voor in het Oriëntaals gebied.